# Amancio (nombre)
Amancio es un nombre propio masculino de origen latino en su variante en español. Su significado es "amante, amoroso, amado".

## Variantes
- Femenino: Amancia.

| Variantes en otras lenguas | Variantes en otras lenguas |
| -------------------------- | -------------------------- |
| Español                    | Amancio                    |
| Alemán                     | Amantius                   |
| Aragonés                   | Amanzio                    |
| Asturiano                  | Amanciu                    |
| Catalán                    | Amanci                     |
| Checo                      | Amancius                   |
| Danés                      | Amantius                   |
| Euskera                    | Amantzi                    |
| Francés                    | Amance, Amant              |
| Gallego                    | Amancio                    |
| Holandés                   | Amantius                   |
| Inglés                     | Amantius                   |
| Italiano                   | Amanzio                    |
| Latín                      | Amantius                   |
| Noruego                    | Amantius                   |
| Polaco                     | Amancjusz                  |
| Portugués                  | Amâncio                    |
| Sueco                      | Amantius                   |

## Personas
- Amancio (470-518), chambelán eunuco bizantino, jefe de los eunucos de los dormitorios del emperador Anastasio I. Tras la muerte de Anastasio fue derrotado por Justino I en las intrigas de palacio, fue ejecutado. Considerado mártir por la Iglesia ortodoxa oriental;
- Amancio Alcorta (1805-1862), músico, compositor y político argentino, padre del político Amancio Alcorta;
- Amancio Alcorta (1842-1902), político, diputado, jurista, teórico legal y ministro argentino, hijo del músico Amancio Alcorta;
- Amancio Williams (1913-1989), arquitecto argentino;
- Mário Amâncio Duarte (1914-1985), baloncestista y entrenador brasileño;
- Amancio Rodríguez (1917-1948), sindicalista comunista cubano, asesinado por la tiranía de Carlos Prío Socarrás por órdenes del Gobierno de Estados Unidos. En su honor, la localidad de Amancio, de 20 000 habitantes, lleva su nombre;
- Amancio Pancho Guedes (1925-2015), arquitecto, escultor y pintor portugués;
- Amancio Ortega (1936-), ejecutivo de moda e industrial español, presidente fundador de Inditex;
- Amancio D'Silva (1936-1996), guitarrista y compositor indio de jazz, expatriado en el Reino Unido;
- Amancio Amaro (1939-2023), futbolista español;
- Ebert William Amâncio (1983-), futbolista brasileño más conocido como Betão;
- Rosimar Bill Amancio, (1984), futbolista brasileño;
- Amancio Paraschiv (1992-), kickboxer profesional de peso wélter y boxeador amateur rumano;
- Amancio Goitía (1990-), futbolista de Macao;[1]

## Santoral
- 4 de noviembre: san Amancio de Rodez, sacerdote católico francés (f. 440); obispo de Rodez.

### Otros
- San Amancio, soldado romano mártir en Roma, celebrado el 10 de febrero.
- San Amancio, sacerdote romano evangelizador de Bélgica, celebrado el 19 de marzo.
- San Amancio, obispo de Como, celebrado el 8 de abril.
- San Amancio, mártir en Cannes, celebrado el 6 de junio.
- San Amancio, mártir en Tívoli, celebrado el 10 de junio.
- San Amancio, de Città di Castello, celebrado el 26 de septiembre.